# وادي الأبهاء
وادي الأبهاء هو واد في تهامة بلاد بلقرن في العرضيات يرفده وادي الصحنة، ويسيل حتى يلتقي مع وادي حضرة ثم وادي قنونا.